# Flugunfall einer Jetstream 31 der CCAir 1992
Der Flugunfall einer Jetstream 31 der CCAir ereignete sich am 12. März 1992. An diesem Tag wurde eine British Aerospace Jetstream 31, die von der CCAir im Namen der USAir Express betrieben wurde, zwei Kilometer vor dem Knoxville McGhee Tyson Airport in Tennessee mit eingefahrenem Fahrwerk ins Gelände geflogen. Bei dem Unfall kamen beide Piloten, die als einzige Personen an Bord waren, ums Leben.

## Maschine
Die Maschine war eine British Aerospace Jetstream 31, die im Jahr 1985 im Werk von British Aerospace im englischen Warton bei Lancaster gebaut worden war und die Seriennummer 683 trug. Die Maschine absolvierte ihren Erstflug am 19. November 1985, am 8. Februar 1986 wurde sie mit dem Luftfahrzeugkennzeichen N165PC an die Meridian Trust Company ausgeliefert. Das zweimotorige Kurzstreckenflugzeug war mit zwei Turboproptriebwerken des Typs Garrett TPE331-10UG-513 ausgestattet. Bis zum Unfall hatte die Maschine eine Gesamtbetriebsleistung von 10.607 Betriebsstunden absolviert.

## Besatzung
Auf dem Ausbildungsflug, der mit der Maschine durchgeführt wurde, befanden sich weder Passagiere noch Flugbegleiter an Bord, sondern lediglich eine zweiköpfige Cockpitbesatzung, bestehend aus einem Flugkapitän und einem Prüfkapitän.

## Unfallhergang
Dem Flugkapitän fiel vor dem Start der Maschine die Checkliste hinunter. Anstatt einzufordern, dass diese aufgehoben und abgearbeitet wird, beschloss der Prüfkapitän ohne Benutzung der Checkliste fortzufahren. Die Piloten hoben mit der Maschine erfolgreich vom McGhee Tyson Airport ab, vergaßen jedoch beim späteren Anflug für das genehmigte Touch-and-Go-Manöver auf der Landebahn 23R das Fahrwerk auszufahren. Die Maschine setzte folglich mit der Rumpfunterseite auf der Landebahn auf, wobei die Propeller Bodenkontakt bekamen. Die Piloten ließen die Maschine wieder in die Luft steigen und erklärten Luftnotlage. Während sie den Propeller von Triebwerk Nr. 2 in die Segelstellung brachten, flogen sie eine Kurve, um eine Landung auf Landebahn 05L zu versuchen. Dabei kam es schließlich zum Kontrollverlust, woraufhin die Maschine abstürzte.

## Ursache
Als Unfallursache wurde das Unvermögen des Flugkapitäns, von einer Checkliste Gebrauch zu machen, festgestellt. Daraufhin sei es zu einer Landung auf der Rumpfunterseite und mit eingefahrenem Fahrwerk gekommen. Ferner wurde das Vermögen des Flugkapitäns beanstandet, nach dem Ereignis eine adäquate Fluggeschwindigkeit beizubehalten, was zu der unkontrollierten Kollision mit dem Boden geführt habe.